# CAMS 38
Il CAMS 38 era un idrocorsa (idrovolante da competizione) "a scafo" realizzato dalla ditta francese CAMS - Chantiers Aéro-Maritimes de la Seine. Partecipò alla Coppa Schneider del 1923, ritirandosi per problemi al motore prima della conclusione della gara.

## Storia del progetto
Fu l'ultimo progetto dell'italiano Raffaele Conflenti, direttore tecnico della CAMS prima del suo rientro alla Caproni in Italia. Il CAMS 38 rappresentava un'evoluzione del precedente idrocorsa CAMS 36. La differenza più evidente era l'adozione di un motore ad elica a configurazione spingente con l'abitacolo in posizione avanzata, anziché motore traente con l'abitacolo posto dietro alle ali come sul CAMS 36.
Per il resto manteneva l'impostazione di idrovolante a scafo con configurazione alare biplana, caratterizzato da fiancate piatte, ala inferiore con leggero diedro positivo, scafo a singolo gradino e due piccoli galleggianti stabilizzatori sotto le ali. Il motore azionava un'elica bipala, e per il raffreddamento utilizzava una soluzione identica a quella del CAMS 36bis: una coppia di radiatori Lamblin, installati su due montanti che costituivano l'incastellatura del motore.

## Impiego operativo
Prese parte alla 7ª edizione della Coppa Schneider, che si tenne a Cowes, Isola di Wight, il 28 settembre 1923. L'aereo, matricola F-ESFD, era iscritto alla gara con il numero 9, pilota Maurice Hurel. Questi, ingegnere navale, era oltre che pilota collaudatore della ditta, anche assistente dell'ing. Conflenti, e suo successore come direttore tecnico della CAMS.
Della squadra francese composta dal Latham L.1, pilota Alphonse Dehamel, CAMS 36bis, pilota Pelletier d'Oisy e dal Blanchard C.1, pilota Teste de Cordovo, il CAMS 38 l'unico a prendere il via della gara. Il velivolo è costretto al ritiro al 2º giro (di 5) per problemi al motore, legati a vibrazioni e perdita di potenza.
Il CAMS 38 fu l'ultimo velivolo francese a prendere il via ad una competizione della coppa Schneider.
Prima di essere smantellato l'anno successivo, il velivolo fu destinato a voli di prova in Francia.

### Pubblicazioni
- (FR) Gérard Hartmann, Les hydravions CAMS (PDF), in Flying Boats of the World, http://www.msacomputer.com/FlyingBoats-old/. URL consultato il 10 maggio 2014 (archiviato dall'url originale il 5 febbraio 2018).
- (EN)  «Flight», 4 ottobre 1923